# گروس-روش، کبک
گروس-روش (به فرانسوی: Grosses-Roches) شهری در منطقه شهری ماتان ناحیه با-سن-لوران در استان کبک کانادا است. در سرشماری سال ۲۰۱۱ این شهر ۴۱۷ نفر جمعیت داشته‌است و مساحت آن ۶۳٫۹۹ کیلومتر مربع است.